# Kościół szpitalny w Škofjej Loce
Kościół Szpitalny w Škofjej Loce znajduje się w mieście Škofja Loka, w Słowenii. Był schroniskiem dla ubogich. Założył go proboszcz Nikolaj Škofic w 1547 roku. Mieszkali w nim ubodzy oraz osoby niepełnosprawne. W pożarze, który w 1698 roku zniszczył cały Lontrg spłonął również szpital. O tym mówi wotywny obraz Skofje Loke, który wisi w muzeum w Škofjej Loce. Na terenie szpitala w 1710 roku powstał kościół. Szpital został przebudowany w całości w 1720 roku. Budynek posiada fasady oraz drzwi główne w stylu gotyckim. Wybudowany go w stylu barokowym. Wewnątrz posiada bogate zdobienia.